# Syndroom van Paget-von Schrötter
Het syndroom van Paget-von Schrötter of inspanningstrombose (in het Engels ook wel effort thrombosis genoemd) is een diepveneuze trombose in de bovenste extremiteit; met name in de vena axillaris of in de vena subclavia, zonder dat er een onderliggende ziekte aan ten grondslag ligt, zoals een stollingsstoornis, kanker, veneuze lijn, pacemaker etc.. Met een CT Angiografie kan in sommige gevallen eveneens een vernauwing in de vena innominata vastgesteld worden. 

## Symptomen
De aandoening wordt gekenmerkt door plotselinge pijn, warmte, roodheid, blauwheid en zwelling van een arm.
De meerderheid van de patiënten is jong-volwassen (begin 30) en 70-80% vermeldt een pijnlijk, zeurend en zwaar gevoel in de nek/schouder of oksel en zwelling. 60-80% daarvan vermeldt repetitieve bewegingen boven het schouderniveau te hebben verricht. In zeer zeldzame gevallen ontstaan spataders in de oksel. Door de compressie in de vena subclavia kan het terugkerend zuurstofarm bloed in de vena axillaris moeizaam teruglopen. Hierdoor zwelt de vena axillaris op waarbij verwijding ontstaat. Dit verklaart het zeurende en zwaarte gevoel in de oksel en arm.

## Geschiedenis
Ofschoon de aandoening voor het eerst in 1816 werd beschreven door de Franse patholoog Jean Cruveilhier (1791-1874), is de aandoening genoemd naar de Engelse chirurg en patholoog James Paget, die in 1866 het eerst veronderstelde dat een trombose de oorzaak zou kunnen zijn van plotselinge pijn en zwelling in de arm, en de Oostenrijkse internist Leopold von Schrötter, die later vaststelde dat het moest gaan om een trombose in de vena axillaris en/of de vena subclavia.

## Epidemiologie
De aandoening is zeldzaam; een schatting van de incidentie is ongeveer 2 per 100.000 patiënten per jaar, maar waarschijnlijk is het echte aantal groter doordat de aandoening ook asymptomatisch kan verlopen.

## Oorzaken
De oorzaak wordt gezocht in anatomische abnormaliteiten van de bovenste borstkasopening (apertura thoracis superior), waarbij een inknelling ontstaat van een of meer grote bloedvaten die van de arm naar de romp lopen, wat leidt tot microtrauma's aan de bloedvaten en verbindweefseling rondom de aderen, waarop een bloedstollingscascade in werking gezet wordt en zo trombose kan ontstaan.
Hoewel het een primaire ziekte is en er dus volgens de definitie geen ziekte aan ten grondslag zou liggen, is er in de literatuur wel sprake van het regelmatig voorkomen van een afwijkende anatomie van de overgang van borstkas naar de arm (de bovenste borstkasopening). Deze afwijkingen kunnen zowel aangeboren als verworven zijn.
- Aangeboren oorzaken: halsrib, boventallige spieren, abnormale peesinserties e.d.
- Verworven: overgroei van bot na bijvoorbeeld een gebroken sleutelbeen, hypertrofie van de musculus scalenus anterior of de musculus subclavius.
- Effort Trombosis door fitness. Door jarenlange hindering, bij extreme sportieve inspanningen, van terugkerend bloed via vena subclavia kunnen bloedklonters ontstaan.

Het syndroom van Paget-von Schrötter is niet zonder gevolgen. 2-35% krijgt een longembolie. Daarnaast indien dit niet goed wordt behandeld, krijgt ongeveer 15% (7-40%) een posttrombotisch syndroom. Door de stuwing kunnen er bovendien ook spataders in de armen ontstaan die blijvende klachten kunnen veroorzaken.

## Behandeling
De behandeling van het syndroom van Paget-von Schrötter is nog niet geheel opgehelderd. In de Engelse literatuur wordt katheter-geleide trombolyse geadviseerd, gevolgd door orale anticoagulantia voor een periode van 6-9 maanden.
In de Nederlandse richtlijn staat beschreven dat er alleen orale anticoagulantia gegeven dienen te worden, echter lijkt dit gepaard te gaan met veel morbiditeit op lange termijn.
Chirurgische ontlasting (decompressie) van de bovenste borstkasopening lijkt ook toegevoegde waarde te hebben, echter is hier nog onvoldoende bewijs voor.